# Kuców
Kuców – nieistniejąca już wieś w województwie łódzkim, w powiecie bełchatowskim, w gminie Kleszczów. Obecnie na jej miejscu znajduje się kopalnia odkrywkowa węgla brunatnego.
Założona w 1818 roku przez grupę czeskich osadników wyznania ewangelicko-reformowanego, którzy zakupili majątek ziemski Kuców, położony ok. 30 km na południe od Zelowa – innego ważnego miejsca osadnictwa czeskich ewangelików.
W 1852 utworzono tu parafię ewangelicko-reformowaną, a w 1896 wzniesiono nowy kościół tego wyznania. W okresie międzywojennym Kuców liczył około 1000 mieszkańców, z tego 2/3 było potomkami osadników czeskich. Po II wojnie zaczęli oni emigrować do Czechosłowacji na skutek szykan ze strony władz PRL. Od 1975 do końca istnienia miejscowość administracyjnie należała do województwa piotrkowskiego.
W latach 70. postanowiono wyburzyć Kuców, aby oczyścić teren pod budowę kopalni odkrywkowej węgla brunatnego. Ludność wsi miała zostać stopniowo przesiedlona do Kleszczowa i do Bełchatowa. Te plany zrealizowano do połowy 1991 roku.